# Ichthyostegalia
De Ichthyostegalia zijn een orde van uitgestorven stamtetrapoden, die de vroegste op het land levende gewervelde dieren vertegenwoordigen. De groep is dus een evolutionaire ontwikkelingsgraad in plaats van een clade. Hoewel wordt erkend dat de groep voeten heeft in plaats van vinnen, hadden de meeste, zo niet alle, interne kieuwen op volwassen leeftijd en leefden ze voornamelijk als ondiepwatervissen en brachten ze minimale tijd op het land door.
De groep evolueerde van elpistostegalische vissen in het Vroeg- of Midden-Devoon. Ze bleven gedurende de hele periode gedijen als bewoners van moerasland en getijdengeulen. Ze gaven aanleiding tot de Temnospondyli en verdwenen vervolgens tijdens de overgang naar het Carboon.

## Beschrijving
Zoals eerst beschreven, was Ichthyostega het enige lid van de orde, waaraan de groep zijn naam ontleent. Ichthyostega werd gezien als een overgang tussen vissen en de vroege Stegocephalia, omdat het een platte, zwaar gepantserde stegocephalide schedel combineert met een visachtige staart met vinstralen. Later werk aan Ichthyostega en andere labyrinthodonten uit het Devoon laat zien dat ze ook meer dan vijf tenen aan elke voet hadden, in feite was de hele voet vinachtig. Acanthostega, later gevonden op dezelfde locaties, lijkt een zacht operculum te hebben gehad en zowel Acanthostega als Ichthyostega bezaten functionele interne kieuwen als volwassenen.
De voeten zijn alleen bekend van Ichthyostega, Acanthostega en Tulerpeton, maar lijken polydactyl in alle vormen te zijn met meer dan de gebruikelijke vijf tenen voor tetrapoden en waren peddelachtig. De staart droeg echte vinstralen zoals die bij vissen worden gevonden.
De Ichthyostegalia waren groot tot middelgroot, met een volwassen grootte van de meeste geslachten in de orde van een meter of meer. Hun hoofden waren plat en massief, met een groot aantal labyrinthodonte tanden. Ze waren carnivoor/piscivoor en aten waarschijnlijk voornamelijk vis, maar ze hebben zich mogelijk ook gevoed met aangespoelde karkassen van vissen en ander zeeleven, en jaagden op onoplettende geleedpotigen en ander ongewerveld leven langs de getijdenkanalen van de kolenmoerassen. De wervels waren complex en nogal zwak. Aan het einde van het Devoon ontwikkelden zich vormen met steeds sterkere poten en wervels, en de latere groepen misten functionele kieuwen als volwassenen. Als volwassenen zouden de dieren op het land zwaar en onhandig zijn geweest en zouden ze waarschijnlijk meer lijken op vissen die af en toe aan land gingen dan als echte landdieren. Ze waren echter allemaal voornamelijk in het water levend en sommigen brachten hun hele leven of bijna hun hele leven in het water door.

## Geslachten
De orde Ichthyostegalia werd opgericht voor Ichthyostega en bevatte tot de jaren tachtig slechts drie geslachten (Ichthyostega, Acanthostega en Tulerpeton). Terwijl Ichthyostegalia in principe de meest basale dieren bevatten met tenen in plaats van vinnen, gebruiken Clack en Ahlberg het voor alle vondsten die geavanceerder zijn dan Tiktaalik (de naaste verwant van tetrapoden waarvan bekend is dat ze gepaarde vinnen hebben behouden in plaats van voeten). Onder dit gebruik is het aantal bekende tetrapoden uit het Devoon dramatisch toegenomen, zodat de groep nu twaalf geslachten bevat: De meeste nieuwere vondsten zijn herbeschrijvingen van zeer fragmentarische vondsten, meestal alleen de onderkaak. Men dacht dat deze van vissen waren toen ze werden gevonden, maar cladistische analyses geven aan dat ze geavanceerder zijn dan Tiktaalik, hoewel het niet bekend is of ze daadwerkelijk poten hadden in plaats van vinnen.

## Classificatie
- Ichthyostegalia
  - Acanthostegidae
    - Acanthostega

  - Crassigyrinidae
    - Crassigyrinus

  - Densignathidae
    - Densignathus

  - Elginerpetontidae
    - Elginerpeton
    - Obruchevichthys

  - Ichthyostegidae
    - Hynerpeton
    - Ichthyostega

  - Jakubsonidae
    - Jakubsonia

  - Metaxygnathidae
    - Metaxygnathus

  - Sinostegidae
    - Sinostega

  - Tulerpetontidae
    - Tulerpeton

  - Ventastegidae
    - Ventastega

  - Ymeridae
    - Ymeria